# Ahmed Bughammar
Ahmed Mubarak Ahmed Mubarak Bughammar (arab. احمد بوغمار; ur. 7 sierpnia 1994 w Al-Muharrak) – bahrajński piłkarz grający na pozycji obrońcy. Jest wychowankiem klubu Hidd SCC.

## Kariera piłkarska
Swoją karierę piłkarską Bughammar rozpoczął w klubie Hidd SCC, w którym w 2015 roku zadebiutował w pierwszej lidze bahrajńskiej. W sezonie 2015/2016 wywalczył z nim mistrzostwo Bahrajnu.

## Kariera reprezentacyjna
W reprezentacji Bahrajnu Bughammar zadebiutował 16 października 2018 w wygranym 4:1 towarzyskim meczu z Mjanmą. W 2019 roku został powołany do kadry na Puchar Azji.